# مسجد الشيخ أبو بكر (الأحساء)
مسجد الشيخ أبو بكر أو مسجد الشيخ محمد بن أبي بكر الملا أو المسجد الشرقي، هو مسجد تراثي يبلغ عمره 300 عام حتى 2020، يقع في محافطة الأحساء شرق المملكة العربية السعودية، ويعتبر من أقدم المساجد التراثية في الأحساء.

## الموقع
يقع مسجد الشيخ أبو بكر وسط حي الكوت التاريخي في مدينة الهفوف بمحافظة الأحساء التابعة للمنطقة الشرقية في المملكة العربية السعودية، يبعد المسجد 200 متر شرق مقبرة الكوت، ونحو 390 متر جنوب غرب قصر إبراهيم. يتميز موقع المسجد أنه يقع بجوار بيت الشيخ أبي بكر ومدارسه الشرعية التي كان يدرس فيها العلوم الشرعية واللغة العربية.

## التاريخ
عند إنشاء المسجد لم يقتصر دوره على آداء الصلوات فقط، بل ضم الدروس الشرعية في علوم الفقة والتفسير والنحو، يالإضافة إلى دراسة علوم القرآن الكريم وحفظه، ومع مرور الزمن اقنصر دور المسجد على حفظ القرآن الكريم فقط. تناوب على إمامة المسجد مشايخ من أسرة أبي بكر منهم الشيخ بن محمد عمر الملا (الشيخ أبو بكر الكبير)، الشيخ عبد الله الملا (الشيخ أبو بكر الصغير)، والشبخ أحمد أبو بكر الملا ومن بعده أبناؤه.

## العمارة
يحتوي المسجد على طراز معماري فريد، والمسجد مبني من الطين والحصى وجذوع خشب النخل، بلغت مساحة المسجد قبل التطوير نحو 565 متر مربع واتسع إلى 125 مصليََا وتكون المسجد من بيت للصلاة بساحة 5.65*13.7 متر وساحة خارجية بمساحة 16.35*15.85 متر مظلل جزء منها، ومستودع يحتوي على غرفتين تبلغ مساحة كل منهما 12.5 متر مربع وسكن للإمام بمساحة 12.7 متر، بالإضافة إلى دورات مياه بمساحة 40 متر مربع.